# NGC 2282
NGC 2282 ist ein Reflexionsnebel im Sternbild Einhorn, der im New General Catalogue verzeichnet ist. Er  umgibt den offenen Sternhaufen OCl 535 und wird von diesem erleuchtet. Der Nebel wurde am 3. März 1886 von dem Astronomen Edward Barnard mithilfe eines 6-Zoll-Teleskops entdeckt. Dieses Objekt wurde später wiederum von dem Astronomen Edward Barnard beobachtet und im Index Catalogue als Nummer 2172 aufgelistet.